# 파김치
파김치는 파로 담근 김치이다. 주로 쪽파를 쓴다.